# 數系
在數學，數系指的是數的不同集合。
數系的例子包括：自然數、整數、有理數、無理數、複數等。

## 數系的邏輯

### 自然數
皮亞諾〔Giuseppe Peano〕替自然數建立以下的定義：
1. 自然數中有0。
2. 每一個自然數都必須有下一個自然數，並以S(a)表示。
3. 自然數0前沒有自然數。
4. 不同的自然數的下一個自然數都不同，即a=b即代表S(a)=S(b)，相反亦成立。
5. 若一個特性0擁有，而往後的自然數都擁有，這特性則視為自然數擁有。

根據皮亚诺公理這五個定義，所有自然數的特性皆可推斷。而數一則以1=S(0)表示。
數系皆擁有等價關係，即：
1. 自反性：{\displaystyle \forall x\in A,~~(x,x)\in R}
2. 对称性：{\displaystyle \forall x,y\in A,~~(x,y)\in R~~\implies ~~(y,x)\in R}
3. 传递性：{\displaystyle \forall x,y,z\in A,~~~((x,y)\in R\wedge (y,z)\in R)~~\implies ~~(x,z)\in R}

定義下自然數可進行運算，以下為加法的定義：
a + 0 = a
a + S(b) = S(a + b)
〔這暗示S(a) = S(a + 0) = a + S(0) = a + 1，所以以下S(x)皆會寫成x + 1〕
以下為乘法的定義：
a × 0 = 0
a × (b + 1) = a × b + a
〔a × b亦可寫成a ‧ b或是ab〕
以下為指數的定義：
a0 = 1
ab + 1 = ab × a
〔ab亦會寫成a ^ b或是a ** b，特別是當上標不可使用的時候〕

### 整數
自然數可以以下方式擴展成整數，每一個非零的自然數a，就會出現一個整數-a，而它不是一個自然數。特別情形-0則定義為自然數0。後續函數亦可以S(-a) = - S(a - 1)的法則擴展至整數。
加法將以以下方法定義：
- 若a及b皆自然數，則-a + -b = -(a + b)。
- 若a為整數，則a + 0 = a。
- 若b為一非零整數，則a + b = (a - 1) + S(b)。

減法定義與加法相同，即a - b = a + - b。
乘法定義與自然數定義相同，但加入負負得正，負正得負的理念：
- 若a及b皆自然數，則a × -b = -a × b = -(ab)
- 若a及b皆自然數，則-a × -b = a × b = ab

### 有理數
有理數是整數（正整數、0、負整數）和分數的統稱，是整數和分數的集合。
由於任何一個整數或分數都可以化為十進製循環小數，反之，每一個十進製循環小數也能化為整數或分數，因此，有理數也可以定義為十進製循環小數。
在實數範圍內有理數和無理數都有無窮多個，兩者似乎是「同樣多」的。但從高等數學裏的「測度論」的角度來理解的話，無理數的測度要大於有理數的測度，所以無理數要比有理數「多一些」。如：根據測度論，在閉區間[0,1]內，有理數的測度為0，而無理數的測度為1。所以，在閉區間[0,1]內，無理數的個數要「遠多於」有理數的個數。

### 無理數
无理数,也称为无限不循环小数,不能写作两整数之比。四种常见的无理数有无限不循环小数、含有π的数、开方开不尽的数、某些三角函数值。
判断一个数是不是无理数，关键就看它能不能写出无限不循环小数。
常见的无理数类型有如下几种。
1.无限不循环小数：如圆周率π、自然对数的底数e等。
2.根式中开方开不尽的数：如2的平方根、5的立方根、7的四次方根等。
【注】
1. 两个有理数的和、差、积、商（除数不为0）仍是有理数。
2. 两个无理数的和、差、积、商可以是有理数，也可以是无理数。

- * # （1）无理数的和、差、积、商为有理数：如e+(1-e)、e-e、“根号2”的平方、e/e等。
- * # （2）无理数的和、差、积、商为无理数：π+e、π-e、πxe，π/e。

### 實數
若某複數a+bi中的b若等於0,此複數就為實數。

### 虛數
若某複數a+bi中的b不等於0,就為虛數。
此外，若a+bi中的a等於0,就為純虛數。